# Pył (akwarystyka)

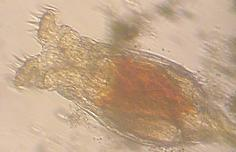
Wrotki, często spotykane w pyle

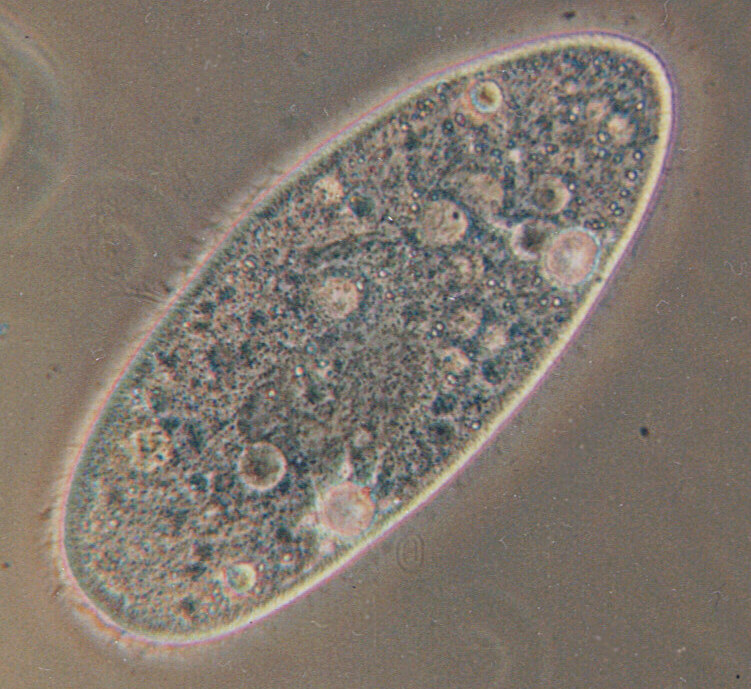
Pantofelek

Pył – zwyczajowa nazwa używana w akwarystyce, określająca najdrobniejszy pokarm dla narybku.
Pył to drobniutki plankton łowiony ze zbiorników wodnych w takich, w których nie ma ryb (aby ustrzec się przed zawleczeniem do akwarium chorób, które są przenoszone przez ryby). Składa się przede wszystkim z pierwotniaków, wrotków, larw widłonogów. Jest on niezbędny do wykarmienia bardzo dużej ilości narybku i takiego, którego wylęg jest najdrobniejszy jak np. w przypadku prętnika karłowatego. Jako pierwszy pokarm dla narybku podobnej wielkości jak prętnik konieczne jest podawanie: orzęsków z rodzaju Paramecium najlepiej pochodzących z hodowli, następnie wrotków  i najmniejszych larw widłonogów. Dopiero po około 10 dniach można przystąpić do karmienia solowcem, który wcześniej jest za duży dla tak drobniutkiego narybku.
„Pył” łowi się specjalną siatką w dość głębokim miejscu stawu, tak aby nie nabrać mułu z dna. Tak pozyskany pokarm przekładany jest do wypełnionego wodą zamykanego naczynia szklanego lub plastikowego i w nim przewożony do domu. Do wykonania siatki stosuje się na ogół takie materiały jak: gęsty batyst, stylon lub nylon. Siatka powinna być umieszczona na metalowym pierścieniu o średnicy około 20–30 cm i zamocowana na długim kiju.
W celu rozpoznawania składników „pyłu” najlepiej użyć mikroskopu, powiększającego od 100 do 150 razy. W przypadku jego braku można posłużyć się silnie powiększającą lupą. Ewentualnie bez przyrządów optycznych można rozpoznać plankton i w tym celu trzeba go umieścić w słoiku z czystą wodą i obserwować jego sposób poruszania się. 
Jednym z najdrobniejszych składników planktonu wodnego potrzebnych do wykarmienia narybku jest pantofelek, jednak jest tak mały (długość od 50 μm do 350 μm), że przelatuje przez oczka siatki i jest trudny do wyłowienia, a w okresie zimowym nieosiągalny. Dlatego akwaryści zakładają specjalne hodowle domowe. Pozyskując czystą kulturę pantofelka ze stawów umieszczają  ją w szklanych 2–3 litrowych słojach lub innych szklanych pojemnikach. Naczynia ustawiane są w miejscu oświetlonym, ale nie nasłonecznionym, w temperaturze pokojowej. Żeby przyspieszyć ich rozmnażanie do pojemników, co 2–3 dni dodaje się 1–2 kropli mleka. Pantofelki utrzymują się pod powierzchnią wody, i w celu nakarmienia narybku ściąga się je delikatnie pipetą lub wężykiem.